# Cosmin Hănceanu
Cosmin Hănceanu (Iași, 26 de julio de 1986) es un deportista rumano que compitió en esgrima, especialista en la modalidad de sable.
Ganó tres medallas en el Campeonato Mundial de Esgrima, en los años 2009 y 2011, y una medalla de plata en el Campeonato Europeo de Esgrima de 2009.

## Palmarés internacional
| Campeonato Mundial | Campeonato Mundial | Campeonato Mundial | Campeonato Mundial |
| Año                | Lugar              | Medalla            | Prueba             |
| ------------------ | ------------------ | ------------------ | ------------------ |
| 2009               | Antalya (Turquía)  | Medalla de oro     | Sable por equipos  |
| 2010               | París (Francia)    | Medalla de bronce  | Sable individual   |
| 2010               | París (Francia)    | Medalla de bronce  | Sable por equipos  |
| Campeonato Europeo |                    |                    |                    |
| Año                | Lugar              | Medalla            | Prueba             |
| 2009               | Plovdiv (Bulgaria) | Medalla de plata   | Sable por equipos  |